# Algot Werin
Algot Gustaf Werin, född 19 oktober 1892 i Västra Sallerups socken, Malmöhus län, död 2 december 1975, var en svensk litteraturhistoriker. 

## Biografi
Werin blev filosofie magister i Lund 1916, filosofie licentiat 1920, filosofie doktor 1923 och docent i litteraturhistoria vid Lunds universitet samma år. År 1920 blev han amanuens vid Lunds universitetsbibliotek, och var andre bibliotekarie där 1923–28. Werin var verkställande direktör för C.W.K. Gleerups bokförlag i Lund 1934–49, och därefter styrelseordförande i förlaget. Under sina sista yrkesverksamma år återvände han till den akademiska världen, och var professor i litteraturhistoria med poetik i Lund 1948–58.
Werin invaldes som ledamot av Kungliga Humanistiska Vetenskapssamfundet i Lund 1947 och var dess ordförande 1961–63. Från 1950 var han ledamot av Samfundet De Nio, och 1961–67 redaktör för Svensk litteraturtidskrift. Därtill var han hedersledamot av Vetenskapssocieteten i Lund. Han var medarbetare vid utgivandet av Carl Jonas Love Almquists samlade skrifter (1920 ff.), och utgivare av Erik Sjöbergs (Vitalis) samlade skrifter (1926–32).

### Privatliv
Algot Werin var son till lantbrukaren Jöns Werin och Emma, född Andersson. Från 1924 var han gift med Ada Hjelme-Lundberg (född 1896).